# بلغار (شهر)
شهر بلغار (به روسی: Болгар) در کشور روسیه و در جمهوری تاتارستان واقع شده‌است.